# St. Francis (Wisconsin)
St. Francis ist eine Stadt (mit dem Status „City“) im Milwaukee County im US-amerikanischen Bundesstaates Wisconsin. Das U.S. Census Bureau hat bei der Volkszählung 2020 eine Einwohnerzahl von 9.161 ermittelt.
St. Francis ist Bestandteil der Metropolregion Milwaukee.

## Geografie
St. Francis liegt im Südosten Wisconsins im südlichen Vorortbereich von Milwaukee, am Westufer des Michigansees.
Die geografischen Koordinaten von St. Francis sind 43°16'15" nördlicher Breite und 89°43'19" westlicher Länge und erstreckt sich über 6,6 km².
Im Norden, Westen und Südwesten grenzt das Stadtgebiet von Milwaukee an, dessen Stadtzentrum 9 km nördlich liegt. Im Süden grenzt St. Francis an das Stadtgebiet von Cudahy.
Die neben Milwaukee nächstgelegenen weiteren Großstädte sind Green Bay (200 km nördlich), Wisconsins Hauptstadt Madison (136 km westlich) und Chicago im benachbarten Bundesstaat Illinois (143 km südlich).

## Verkehr
Der vierspurig ausgebaute Wisconsin State Highway 794 verläuft parallel zur Küste des Michigansees in Nord-Süd-Richtung durch die Stadt. Parallel dazu verläuft der Wisconsin State Highway 32 entlang des Seeufers. Alle weiteren Straßen in Bayside sind untergeordnete Landstraßen, unbefestigte Fahrwege oder innerörtliche Verbindungsstraßen.
Für den Frachtverkehr verläuft eine Eisenbahnlinie der Union Pacific Railroad.
Am südwestlichen Stadtrand von St. Francis befindet sich der Milwaukee Mitchell International Airport von Milwaukee.

## Bevölkerung
Nach der Volkszählung im Jahr 2010 lebten in St. Francis 9365 Menschen in 4494 Haushalten. Die Bevölkerungsdichte betrug 1418,9 Einwohner pro Quadratkilometer. In den 4494 Haushalten lebten statistisch je 2,02 Personen.
Ethnisch betrachtet setzte sich die Bevölkerung zusammen aus 88,8 Prozent Weißen, 2,7 Prozent Afroamerikanern, 1,0 Prozent amerikanischen Ureinwohnern, 2,1 Prozent Asiaten sowie 2,8 Prozent aus anderen ethnischen Gruppen; 2,5 Prozent stammten von zwei oder mehr Ethnien ab. Unabhängig von der ethnischen Zugehörigkeit waren 9,4 Prozent der Bevölkerung spanischer oder lateinamerikanischer Abstammung.
15,9 Prozent der Bevölkerung waren unter 18 Jahre alt, 66,6 Prozent waren zwischen 18 und 64 und 17,5 Prozent waren 65 Jahre oder älter. 51,4 Prozent der Bevölkerung waren weiblich.
Das mittlere jährliche Einkommen eines Haushalts lag bei 43.400 USD. Das Pro-Kopf-Einkommen betrug 27.370 USD. 10,4 Prozent der Einwohner lebten unterhalb der Armutsgrenze.

## Bekannte Bewohner
- Leo Joseph Brust (1916–1995) – Weihbischof in Milwaukee – geboren und aufgewachsen in St. Francis
- J. Henry Goeke (1869–1930) – demokratischer Abgeordneter des US-Repräsentantenhauses (1911–1915) – besuchte das College in St. Francis
- Lawrence C. Murphy (1925–1998) – umstrittener katholischer Priester – lehrte lange an einer Gehörlosenschule in St. Francis
- Josef Salzmann (1819–1874) – katholischer Missionar – lebte lange in St. Francis und ist hier beigesetzt